# 布伦达·维拉
布伦达·维拉（英語：Brenda Villa，1980年4月18日—），美国女子水球运动员。她曾代表美国国家队参加2000年、2004年、2008年和2012年夏季奥林匹克运动会水球比赛，获得一枚金牌、二枚银牌和一枚铜牌。